# De Hoef (Amersfoort)
De Hoef is een bedrijventerrein en vroegere buurtschap in de wijk Schothorst-Noord in Amersfoort. 
De buurtschap lag op Het Hogeland, een rug van hoge zandgronden vanaf De Hoef in het oosten via De Ham naar het in het westen gelegen Coelhorst. Op boerderij De Rollekoot, dicht bij de grens met Gelderland, was een schuilkerk gevestigd.
Een bekende inwoner van De Hoef was landbouwer Gerard Schimmel (1877-1934) die als eigenaar van boerderij De Nieuwe Hoef wethouder van Hoogland was en kerkmeester van de Sint Josephparochie in Hooglanderveen. Het huidige bedrijventerrein tussen Schothorst-Noord en knooppunt Hoevelaken wordt omsloten door de Outputweg, de Zielhorsterweg en de A1.
De Hoefseweg is een fietsverbindingsroute tussen Hooglanderveen en Amersfoort.
Sinds 2020 wordt de wijk herontwikkeld tot een stadswijk. In totaal zijn er ruim 2000 woningen voorzien, komende uit zowel transformaties van kantoorpanden als de nieuwbouw van appartementencomplexen en grondgebonden woningen.